# USS Hornet (1775)
USS Hornet był cywilnym slupem, który został wyczarterowany przez komandora Williama Stone w grudniu 1775 do służby pod dowództwem Stone`a jako część floty Eseka Hopkinsa.
"Hornet" został wyposażony w Baltimore i wypłynął w składzie floty Hopkinsa 18 lutego 1776. W pobliżu Virginia Capes zderzył się z HMS "Fly" i nie mógł towarzyszyć flocie w operacji desantu w New Providence. Patrolował wody zatoki Delaware przez prawie rok. Później przeszedł przez brytyjską blokadę by konwojować jednostki handlowe do Charleston. Po tej dacie dokumenty są niekompletne, ale prawdopodobnie "Hornet" wpadł w ręce Brytyjczyków w pobliżu wybrzeża Południowej Karoliny w lecie 1777.